# ویلیام کنراد
ویلیام کنراد (انگلیسی: William Conrad؛ ۲۷ سپتامبر ۱۹۲۰ – ۱۱ فوریهٔ ۱۹۹۴) هنرپیشه و کارگردان اهل ایالات متحده آمریکا بود. وی که بین سال‌های ۱۹۴۵ تا ۱۹۹۳ میلادی فعالیت می‌کرد یکی از ستاره‌های مشهور رادیویی نیز بوده است و در بیش از ۷۵۰۰ برنامه رادیویی نیز شرکت نمود.
جان ویلیام کان جونیور (انگلیسی: John William Cann Jr.) در لوییویل، کنتاکی بدنیا آمد. او پیش از آنکه وارد عرصه بازیگری شود خلبان بود و اولین بار در سال ۱۹۴۶ در فیلم آدمکش‌ها و در کنار برت لنکستر در مقابل دوربین قرارگرفت. وی در زندگی واقعی خود مردی نترس و شوخ‌طبعی بود. کنراد در زمان پخش سریال کانن به یکی از چهره‌های سرشناس تلویزیون در آمریکا مبدل گردید. وی در ۱۱ فوریه ۱۹۹۴ در سن ۷۳ سالگی در اثر بیماری نارسایی قلبی در لس آنجلس، کالیفرنیا درگذشت.

## گزیدهٔ آثار

### سینما
- آدمکش‌ها (۱۹۴۶)
- جسم و روح (۱۹۴۷)
- متاسفم، شماره اشتباه است (۱۹۴۸)
- کشش (۱۹۴۹)
- فاتح (۱۹۵۶)
- تهاجم آردنن (۱۹۶۵)
- شمارش معکوس (۱۹۶۸)
- هادسون هاوک (۱۹۹۱)

### تلویزیون
- فراری (۱۹۶۷–۱۹۶۳)